# Route nationale 10 (Estonie)
Pour les articles homonymes, voir Route nationale 10.
La route nationale 10 (Põhimaantee 10) est une route nationale estonienne reliant Risti à Kuressaare. Elle mesure 143,7 km.
La continuité de la route est assurée par des traversiers entre le port de Kuivastu et le port de Virtsu.

## Tracé
- Comté de Lääne
  - Risti
  - Koluvere
  - Kullamaa
  - Üdruma
  - Laiküla
  - Kirbla
  - Lihula
  - Tuudi
  - Kõmsi
  - Virtsu
- Comté de Saare
  - Kuivastu
  - Hellamaa
  - Liiva
  - Orissaare
  - Suur-Rahula
  - Tagavere
  - Koikla
  - Valjala
  - Kõljala
  - Upa
  - Kuressaare